# مرد پرسه‌زن در حوالی کنج

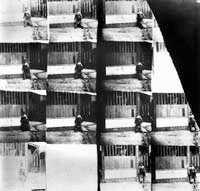

مرد پرسه‌زن در حوالی کنج (انگلیسی: Man Walking Around A Corner) یک فیلم صامت کوتاه بریتانیایی محصول ۱۸۸۷ می‌باشد. مدت فیلم ۳ ثانیه است. 